# Asparagus ledebourii
Asparagus ledebourii — вид рослин із родини холодкових (Asparagaceae).

## Середовище проживання
Росте на Східному Кавказі.